# Effetto superelastico
La superelasticità, o pseudoelasticità, si riferisce alla capacità delle leghe a memoria di forma di recuperare la forma originale, anche se stata prima deformata, applicando un opportuno sforzo. La temperature di inizio della trasformazione martensitica viene detta Ms (martensite start) e quella di fine trasformazione è detta Mf (martensite finish). Analogamente per la trasformazione austenitica si indicheranno le temperature di inizio e fine trasformazione.Infine è importante (si vedrà il motivo in seguito) indicare ancora una temperatura che è la temperatura massima alla quale si osserva l'effetto memoria di forma.

## Premessa: le leghe SMA
Le leghe a memoria di forma (o leghe SMA), che manifestano comportamento superelastico in un range di temperature compreso fra Ms e Af, esistono in due strutture cristalline: quella austenitica (cubica), stabile ad alte temperature, e quella martensitica (monoclina), stabile a basse temperature. Le celle monocline della fase martensitica possono essere disposte con diverse inclinazioni: due celle adiacenti possono essere orientate nella stessa direzione o possono essere speculari l'una all'altra (l'effetto visivo è quello di una fisarmonica), in questo secondo caso la loro faccia in comune è detta "bordo geminato".
La trasformazione da una delle due forme cristalline all'altra è una trasformazione militare, ovvero una trasformazione immediata che non avviene per diffusione di atomi, ma per spostamento dei bordi geminati, e può essere indotta variando la temperatura o tramite l'applicazione di un carico.
Quando la lega è a una temperatura oltre Af l'applicazione opportuna di un carico può indurre la trasformazione dalla fase austenitica a quella martensitica, quest'ultima sarà metastabile, poiché si trova a una temperatura oltre la sua temperatura di esistenza e dunque, non appena viene rimosso il carico, recupera la sua struttura e forma originarie in modo elastico: questa è la base del comportamento superelastico e della memoria di forma, le due proprietà infatti se sono presenti in un materiale, sono sempre presenti contemporaneamente, al più si manifestano in range di temperature diverse.

## Superelasticità nelle leghe SMA
Per capire più nel dettaglio il significato di superelasticità è utile il confronto con altre due classi di materiali: quelli metallici tradizionali e quelli anelastici.
I metalli tradizionali mostrano un andamento lineare della curva tensioni-deformazioni in campo elastico, per questo è facile determinare il loro modulo di Young (pendenza della curva).
Nei materiali anelastici (polimeri, ghise...) se consideriamo sempre solo ciò che accade in campo elastico, notiamo che il legame tra tensioni e deformazioni è non lineare e inoltre le deformazioni conseguenti all'applicazione del carico non sono immediate ma dipendono dal tempo e dalla velocità d'applicazione del carico: ecco perché la curva tensione-deformazione è diversa nella fase di carico e in quella di scarico (nei metalli tradizionali in campo elastico le due curve coincidono).

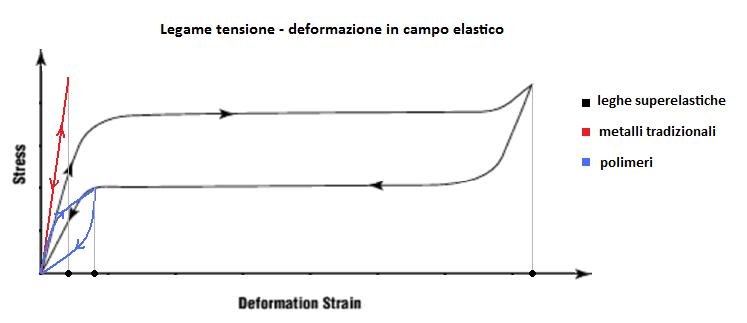
Andamento tipico delle curve tensioni-deformazioni per le tre classi di materiali descritte: sono rappresentate solo le porzioni di curva all'interno del campo elastico di ognuno dei tre materiali

I materiali superelastici (ovvero a memoria di forma) si differenziano sia dai metalli tradizionali sia dai materiali anelastici: il materiale superelastico torna alla forma originaria dopo una deformazione enorme, anche del 10%; inoltre il comportamento dei materiali superelastici è non lineare, come i materiali anelastici. Apparentemente quindi i materiali superelastici si comportano in campo elastico come i materiali anelastici, con la sola differenza che possono avere deformazioni elastiche anche del 10%, un valore che per un materiale anelastico corrisponderebbero ad una deformazione in campo non elastico, ma plastico. In realtà vi è un'altra differenza: la curva tensioni-deformazioni dei materiali superelastici non dipende dal tempo, né dalla velocità d'applicazione del carico, come accade per i materiali elastici.
La superelasticità consente di deformare notevolmente il materiale in campo elastico, evitando in questo modo tutti i problemi provocati dalle deformazioni plastiche come il moto delle dislocazioni, infatti qualunque altro materiale deformato così notevolmente subirebbe inevitabilmente una deformazione plastica dopo l'iniziale e ridotta deformazione elastica.
Questa deformazione massiccia, elastica e immediata è consentita dai bordi di geminato che, come detto prima, durante l'applicazione del carico si spostano, anche a carichi bassi, per modificare l'orientamento delle celle monocline.

## Leghe SMA
Le principali leghe a memoria di forma, ovvero che manifestano comportamento superelastico sono:
- Nitinol, nome commerciale derivante dalla composizione chimica del composto intermetallico nichel-titanio e dal nome del laboratorio in cui è stato scoperto (Naval Ordinance Laboratory)
- Au-Cd, la prima lega SMA ad essere scoperta
- Cu-Zn-Ni
- Cu-Al-Ni